# Erylus inaequalis
Erylus inaequalis är en svampdjursart som beskrevs av Kieschnick 1896. Erylus inaequalis ingår i släktet Erylus och familjen Geodiidae.
Artens utbredningsområde är havet kring Indonesien. Inga underarter finns listade i Catalogue of Life.